# Цернин
Церни́н (нем. Zernien) — община в Германии, в земле Нижняя Саксония.
Входит в состав района Люхов-Данненберг. Подчиняется управлению Эльбталауэ. Население составляет 1571 человек (на 31 декабря 2010 года). Занимает площадь 51,55 км².
Коммуна подразделяется на 18 сельских округов.